# Liste der kaiserlichen Generale der Frühen Neuzeit/X–Z
Legende: * geboren | ~ getauft | † gestorben | ⚔ gefallen | Zu den Rangbezeichnungen siehe auch Generalsränge auf der Startseite.
- Cristóforo Conde de Ybarra y Arze

* ?; † ?. Laufbahn: 2. Mai 1723 Feldmarschallleutnant
- Wilhelm Moritz II. Graf von Ysenburg-Büdingen in Philippseich

* 13. Juli 1688; † 7. März 1772. Laufbahn: oberrheinischer Generalmajor; 7. Juni 1730 kaiserlicher Generalfeldwachtmeister; 25. April 1750 Reichsgeneralfeldmarschallleutnant; 25. Mai 1754 kurpfälzischer Generalleutnant
- Anton Franz Freiherr von Zach

* 14. Juni 1747; † 22. November 1826. Laufbahn: 9. Juni 1799 Generalmajor, 1. September 1805 mit Rang vom 13. September 1805 Feldmarschalleutnant, 1. März 1825 im Ruhestand, 15. Mai 1825 Feldzeugmeister (Charakter) ehrenhalber
- Anton Zadubsky von Schönthal

† 30. November 1795. Laufbahn: 10. April 1783 mit Rang vom 13. Mai 1783 Generalmajor
- Wenzel Freiherr Zahradek von Zahradecky

* ?; † ?. Laufbahn: 18. April 1640 Generalfeldwachtmeister, 19. Februar 1647 Feldmarschalleutnant
- Wilhelm Jakob Freiherr Zandt von Merl

† 1704. Laufbahn: 2. Juli 1691 Generalfeldwachtmeister, 7. Juni 1694 Feldmarschalleutnant, 24. April 1704 General der Kavallerie
- Wenzel Karl Freiherr Zebro von Wachenburg

† 2. Mai 1805. Laufbahn: 25. Mai 1800 mit Rang vom 12. Juni 1800 Generalmajor
- Theophil Joseph Freiherr Zechmeister von Rheinau

* 1765; † 29. September 1819. Laufbahn: 2. September 1809 Generalmajor
- Karl Kaspar Konrad Freiherr von Zedlitz

* 1691; † 30. Januar 1758. Laufbahn: 11.(?) August 1751 Generalfeldwachtmeister
- Franz Julius Graf von Zedtwitz

* 1742; † 14. April 1808. Laufbahn: 8. Mai 1801 mit Rang vom 29. April 1801 Feldmarschalleutnant
- Johann Franz Anton Freiherr von Zedtwitz

* 1713; † 17. März 1784. Laufbahn: 27. Februar 1761 mit Rang vom 1. Oktober 1756 Generalfeldwachtmeister, 1. Mai 1773 mit Rang vom 3. Juli 1766 Feldmarschalleutnant, 30. Mai 1783 mit Rang vom 26. Mai 1783 Feldzeugmeister
- Friedrich Joseph Freiherr von Zehentner

* um 1728; † 20. April 1812. Laufbahn: 10. April 1783 mit Rang vom 9. April 1783 Generalmajor, 16. Januar 1790 mit Rang vom 28. Januar 1790 Feldmarschalleutnant
- Michael von Zeko

† 5. Dezember 1813. Laufbahn: 28. Juli 1807 mit Rang vom 14. Juni 1805 Generalmajor, 1810 im Ruhestand
- Don Juan de Zepeda

* ?; † ?. Laufbahn: spanischer Mariscal del campo; 9. März 1718 kaiserlicher Generalfeldwachtmeister
- Wolfgang Kaspar Freiherr von Zezschwitz

* 31. Oktober 1731; † 2. Dezember 1802. Laufbahn: 25. April 1775 mit Rang vom 11. Juni 1771 Generalmajor, 9. September 1786 mit Rang vom 6. September 1786 Feldmarschalleutnant
- Stephan Graf von Zichy zu Zich und Vasonykeö

† 4. Mai 1700. Laufbahn: 10. Juli 1689 Generalfeldwachtmeister (Titel)
- Karl Wilhelm Freiherr von Ziegesar

* 11. Juli 1712 (1717?); † 25. September 1781. Laufbahn: 1. März 1769 mit Rang vom 20. April 1759 Generalfeldwachtmeister
- Joseph von Zinn

† 25. August 1820. Laufbahn: 6. März 1800 mit Rang vom 5. März 1800 Generalmajor
- Ferdinand Graf von Zinzendorff und Pottendorff

* 6. August 1674; † 9. August 1728. Laufbahn: 4. Mai 1717 Generalfeldwachtmeister, 1. Oktober 1723 Feldmarschalleutnant
- Franz Ludwig Graf von Zinzendorff und Pottendorff

* 23. März 1661; † 17. Juli 1742 in Karlstetten. Laufbahn: 26. Januar 1700 Generalfeldwachtmeister (Titel)
- Johann Wilhelm Freiherr von Zinzendorff und Pottendorff

* 1. Juni 1627; † 16. August 1696. Laufbahn: 8. Juli 1688 Generalfeldwachtmeister
- Joseph von Zobel (Czobel)

* ?; † ?. Laufbahn: 22. Dezember 1758 Generalfeldwachtmeister
- Johann Christian Freiherr von Zobel

† September 1739. Laufbahn: kurpfälzischer Feldzeugmeister; 11. Dezember 1726 kaiserlicher Feldmarschalleutnant
- Emanuel von Zoll

† 1753. Laufbahn: 12. November 1745 Generalfeldwachtmeister
- Otto von Zoll

† 1789. Laufbahn: 10. November 1788 mit Rang vom 12. November 1788 Generalmajor
- Johann Freiherr von Zoph[1]

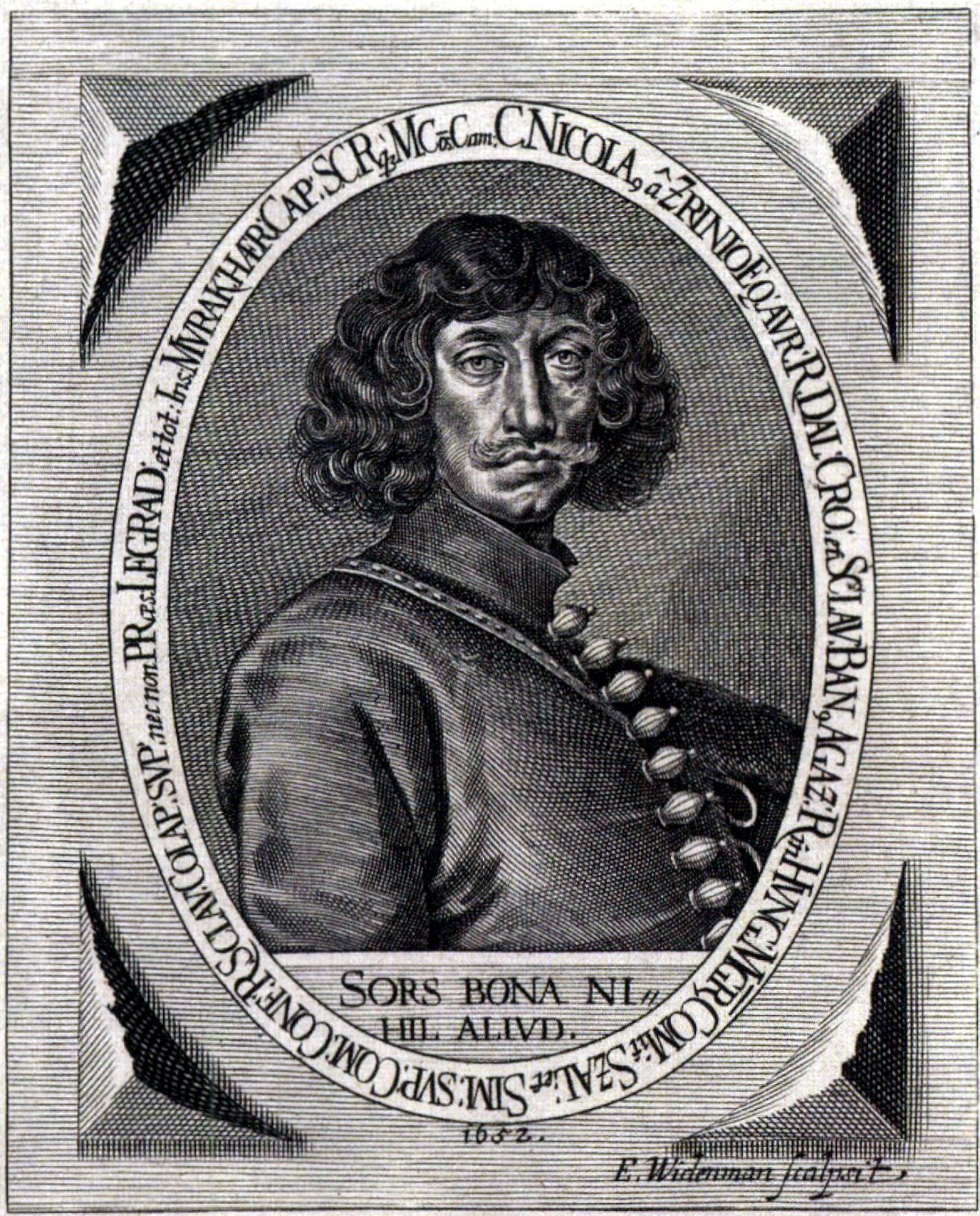
Nikolaus Graf Zrinski (1620–1664)

* 15. Oktober 1738 Theusing/Toužim (Böhmen); † 26. Mai 1812 Kaaden/Kadaň (Böhmen). Laufbahn: 1. Januar 1794 mit Rang vom 31. Oktober 1791 Generalmajor, 1. März 1797 mit Rang vom 2. Januar 1797 Feldmarschalleutnant, 1801 im Ruhestand
- Maximilian August Zorn von Plobsheim

* 1715/19; † 3. Juli 1774. Laufbahn: 19. Januar 1771 mit Rang vom 2. Juli 1759 Generalmajor, 1. Mai 1773 mit Rang vom 6. Juli 1772 Feldmarschalleutnant
- Nikolaus Graf Zrinski

* 1. Mai 1620; † 18. November 1664 (Jagdunfall). Laufbahn: 29. Januar 1643 Obrist der Kroaten und leichten Pferde; 26. Januar 1646 Generalfeldwachtmeister, 27. Dezember 1647 (16. März 1648?) Ban von Kroatien und Windischland; 1663 Feldoberst von Ober-Ungarn?
- Christian Gottlieb von Zschock

* 1694; † 1766. Laufbahn: 16. November 1745 Generalfeldwachtmeister
- Otto Gottlieb Freiherr von Zschock

* 7. Dezember 1734; † 23. September 1807. Laufbahn: 8. Februar 1800 mit Rang vom 2. Februar 1800 Generalmajor, 1805 im Ruhestand
- Félix de Zúñiga y Guzmán, genannt „Don Felix“,[2]

* ca. 1600; † nach 1659. Laufbahn: 1633 Regimentsinhaber im Heer Wallensteins, 5. April 1644 Generalfeldwachtmeister, 1646 von Ferdinand III. zum Reichsgraf erhoben (Conde del Sacro Imperio), 14. März 1649 Feldmarschalleutnant, geht als General der Artillerie nach Amerika, 4. Februar 1656 Generalkapitän, Gouverneur und Präsident der Real Audiencia von Santo Domingo (bis 1659)
- Sebastian Peregrin Freiherr Zwyer von Evibach

* 1597?; † 5. Februar 1661. Laufbahn: 1635 Generalfeldwachtmeister, 1642 Feldmarschalleutnant